# Kalendarium wojska polskiego 1793–1794

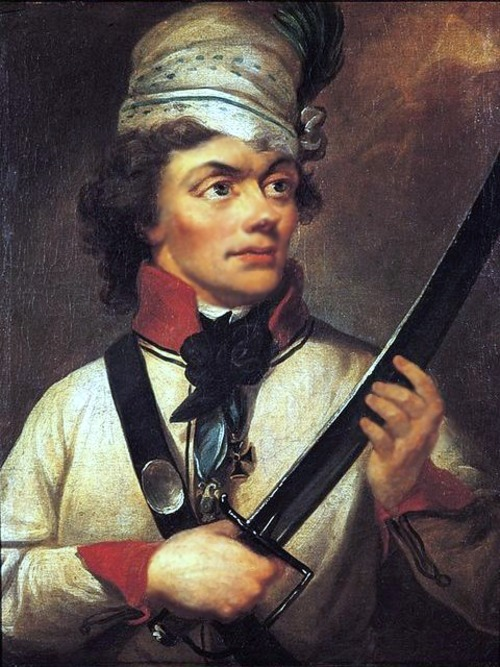
Tadeusz Kościuszko

Kalendarium wojska polskiego 1793-1794 – wydarzenia w wojsku polskim w latach 1793–1794.

## 1794
12 marca
- Madaliński odmawia przeprowadzenia redukcji w 1 Wielkopolskiej Brygadzie KN[1]. Wymarsz brygady gen. Antoniego Madalińskiego z Ostrołęki[2].

24 marca–16 listopada
- trwało powstanie kościuszkowskie[3]

24 marca
- Przysięga Tadeusza Kościuszki w Krakowie; ogłoszono akt powstania[3][4]

4 kwietnia
- bitwa pod Racławicami[3][4]

6-4 kwietnia

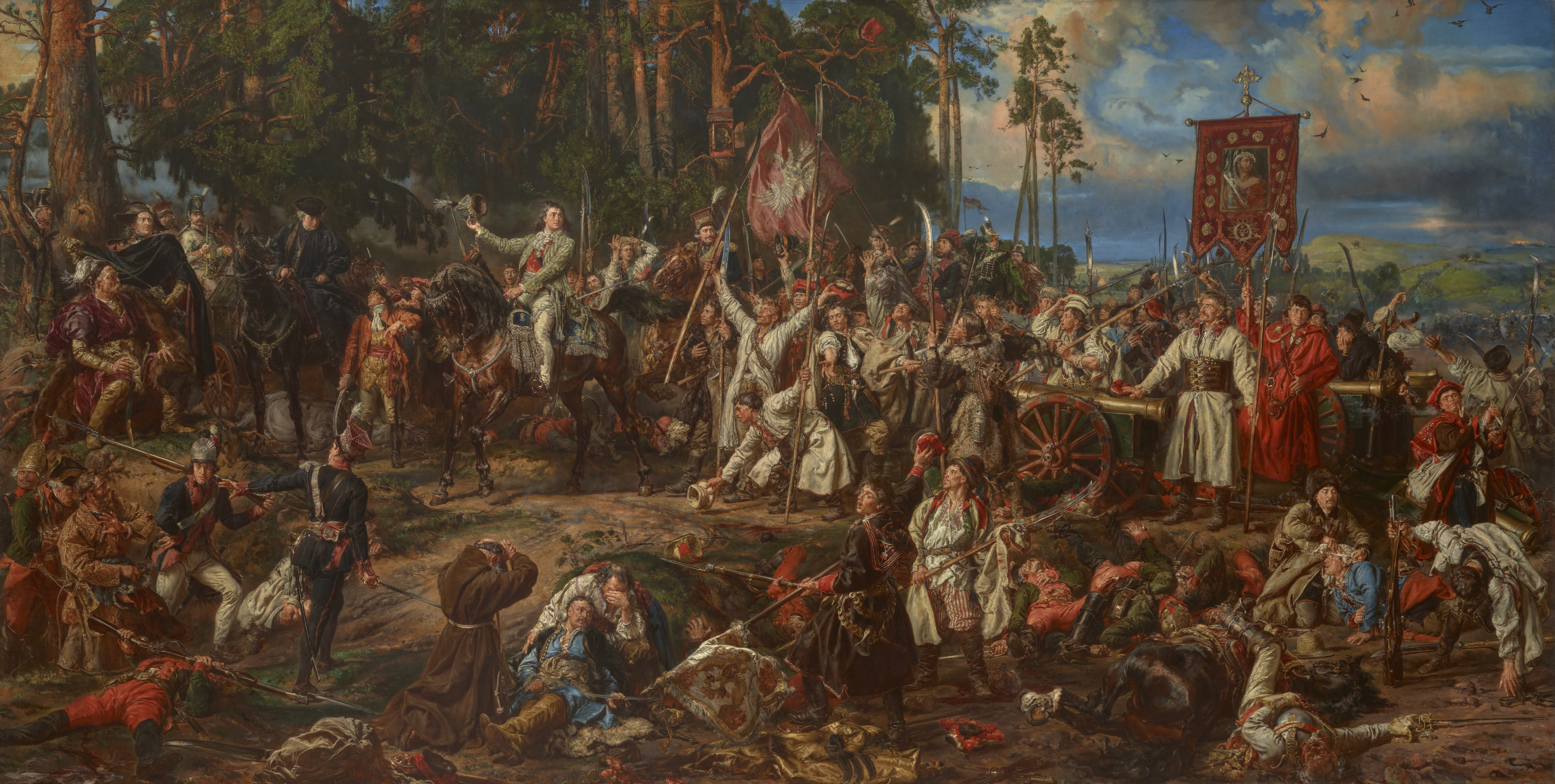
Bitwa pod Racławicami

- Kościuszko zakłada pierwszy obóz w Bosutowie[1]

16 kwietnia
- wybuchło powstanie w Szawlach[3]

17–18 kwietnia
- trwała insurekcja warszawska zakończona oczyszczeniem Warszawy z wojsk carskich[3][4][1]

22–23 kwietnia
- wybuchło powstanie w Wilnie pod dowództwem Jakuba Jasińskiego[3][4][1]

24 kwietnia
- Wybuch powstania w Zabłudowie[3][1]

27 kwietnia
- bitwa pod Niemenczynem[3][1]

5—19 maja
- Tadeusz Kościuszko przebywał w obozie połanieckim[2]

7 maja
- bitwa pod Polanami[3]
- Ogłoszenie manifestu połanieckiego

19 maja
- połączenie wojsk gen. Jana Grochowskiego z Kościuszką[1]

27 maja
- bitwa pod Lipniszkami[3]

6 czerwca
- bitwa pod Szczekocinami[3][5]

8 czerwca

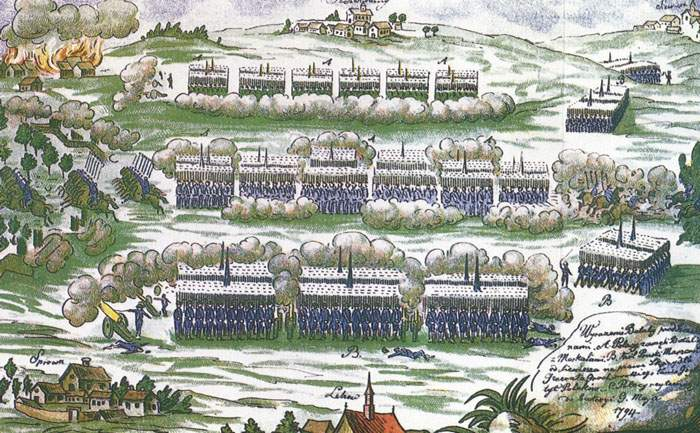
Michał Stachowicz, Bitwa pod Szczekocinami

- porażka gen. Zajączka pod Chełmem[3]

15 czerwca
- kapitulacja Krakowa przed Prusakami[3][5]

25 czerwca
- zajęcie Lipawy[3]

26 czerwca
- bitwa pod Sołami[3]

7–10 lipca
- zatrzymanie wojsk nieprzyjacielskich na przedpolach Warszawy; bitwy pod Gołkowem, Błoniem, Raszynem[3]

13 lipca–6 września
- oblężenie Warszawy[3][5]

19 lipca–20 lipca
- oblężenie Wilna[3]

29 lipca
- bitwa pod Sałatami[3]

2 sierpnia
- bitwa pod Słonimem[3][6]

11–12 sierpnia
- oblężenie i kapitulacja Wilna[3][5]

15 sierpnia–4 września
- wyprawa płk. Stefana Grabowskiego w Mińskie[3]

20–23 sierpnia
- wybuch powstania w Wielkopolsce[3]

4 września
- bitwa pod Lubaniem[3]

10 września–23 października
- wyprawa gen. Jana Henryka Dąbrowskiego do Wielkopolski[3]

17 września
- porażka gen. Sierakowskiego pod Krupczycami[3]

19 września
- bitwa pod Terespolem[3]

2 października
- zdobycie Bydgoszczy[3]

10 października
- bitwa pod Maciejowicami; naczelnik Kościuszko dostał się do niewoli[7][8]

26 października
- bitwa pod Kobyłką[7][6]

4 listopada
- szturm Pragi przez armię gen. Suworowa[7][8]

6 listopada
- kapitulacja Warszawy[7][8]

16 listopada
- rozproszenie resztek wojsk powstańczych pod Radoszycami[7][8][6]